# Klaus Thies
Klaus Thies (* 25. Oktober 1950 in Oberhausen) ist ein ehemaliger deutscher Fußballspieler.

## Karriere
Thies spielte ab der Saison 1974/75 in der Bundesliga beim MSV Duisburg. In seinem ersten Jahr landete Thies mit dem MSV auf dem 14. Tabellenplatz, dennoch gelang die Qualifikation für den Europapokal, da der MSV den Einzug ins Finale des DFB-Pokals 1974/75 schaffte. Das Finale, in dem Thies 90 Minuten spielte, ging durch den Treffer von Karl-Heinz Körbel mit 0:1 gegen Eintracht Frankfurt verloren. Die Frankfurter, durch den 3. Platz in der Abschlusstabelle der Bundesliga für den UEFA-Pokal qualifiziert, starteten durch den Pokalsieg im Europapokal der Pokalsieger und Thies übernahm mit dem MSV den Startplatz im UEFA-Pokal 1975/76. Im UEFA-Pokal war in der zweiten Runde gegen den bulgarischen Vertreter Lewski Sofia Schluss für Thies und seine Mannschaftskameraden. In der Bundesliga wurde Rang zehn errungen. Im Folgejahr, Thies' letztem Jahr beim MSV, stand Platz neun zu Buche. Für Thies folgte ein Jahr in der 2. Bundesliga, er spielte für den Wuppertaler SV.